# Sunao Katabuchi
Sunao Katabuchi (japanska: 片渕 須直, Katabuchi Sunao?), född 10 augusti 1960 i Hirakata, är en japansk regissör av animerad film. Han började i animationsbranschen som medhjälpare på TV-serien Sherlock Hund och var 1989 regiassistent på Kikis expressbud. Därefter har Katabuchi bland annat regisserat de två långfilmerna Arīte hime ('Prinsessan Arete', 2001) och Maimai Shinko to sen-nen no mahō (2009) samt den uppmärksammade TV-serien Black Lagoon (2006 samt 2010/2011). 2016 hade hans animeversion av Fumiyo Kōnos manga In This Corner of the World japans premiär.
Därutöver har Katabuchi producerat bildmanus för ett stort antal animeproduktioner.

## Biografi

### Studier och tidiga uppdrag
Katabuchi genomförde gymnasiestudierna i Funabashi i Chiba prefektur. Därefter följde studier i filmvetenskap på Nihon-universitetet i Tokyo, där han främst läste om animation. Redan under studietiden började han arbeta inom branschen, först som manusförfattare och layoutassistent till Hayao Miyazaki på flera avsnitt av Sherlock Hund.
Sedan började Katabuchi arbeta på Telecom Animation, där han blev upplärd i yrket av Isao Takahata, Yoshifumi Kondō, Kazuhide Tomonaka och Yasuo Ōtsuka. Han var under flera års tid inblandad i produktionen av den olycksdrabbade långfilmsproduktionen baserad på Winsor McCays Lille Nemo i Drömrike och tvangs därför tacka nej till tilltänkta uppdrag som manusförfattare på Nausicaä från Vindarnas dal och regiassistent på Laputa – Slottet i himlen. Slutligen fick Katabuchi möjlighet att tacka ja till Miyazakis propåer, vilket ledde till att han fick rollen som regiassistent på 1989 års Kikis expressbud.

### 4°C och första filmen
Samma år som Kikis expressbud hade premiär flyttade Katabuchi över till en ny studio. Ny adress blev det relativt nystartade (1986) Studio 4°C, där han började arbeta på ett eget långfilmsprojekt. Parallellt med arbetet med långfilmen bidrog han med en mängd bildmanus till den pågående veckoproduktionen av World Masterpiece Theater. Efter ett åtta år långt arbete med själva konceptet och tre år av ren filmproduktionen hade Arīte hime (även känd som Princess Arete, 'Prinsessan Arete') slutligen premiär 2001.
Den här fantasyhistorien om en självständigt lagd prinsessa var baserad på Diana Coles feministiska barnbok The Clever Princess från 1983. Huvudpersonen, prinsessan Arete, bar samma namn som Nausicaäs mor i Odysséen. Själv drar Katabuchi jämförelser mellan Kiki (från Kikis expressbud) och "hans egen" Arete, två unga personer med stora utmaningar framför sig, utmaningar som de får lov att lösa på något olika vis. Hans främsta budskap med denna filmen om "hjärtats äventyr" är att alla människor har möjligheten att förverkliga sina fantasier.

### Madhouse och andra filmen
Därefter bytte Katabuchi ånyo studio och började arbeta som bildmanustecknare på studion Madhouse. 2006 återkom han som regissör med den uppmärksammade Black Lagoon, en TV-serie på två säsonger plus OVA där Katabuchi även bidrog med manus.

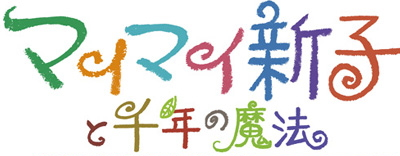
Med 2009 års Maimai Shinko to sen-nen no mahō presenterade Katabuchi en lantlig historia med både 1950- och 900-talskopplingar.

2007 bjöds Sunao Katabuchi in till Fête de l'animation de Lille, som organiserade möten och en retrospektiv av Katabuchis liv. Där presenterade Katabuchi det pågående projekt som två år senare skulle komma att mynna ut i långfilmen Maimai Shinko to sen-nen no mahō ('Mai Mai Shinko och den tusenåriga magin', känd på flera språk som Mai Mai Miracle). Denna ambitiösa barnfilm, baserad på bokversionen av Nobuko Takagis självbiografi Maimai Shinko, presenterade både en japansk landsbygd några år efter andra världskriget och inslag inspirerade av den 1000 år gamla Kuddboken.

### Senare projekt
Augusti 2012 meddelades att Katabuchi var inkopplad som regissör på den kommande långfilmen baserad på Kono sekai no katasumi ni ('Till alla jordens hörn'). Förlagan är Fumiyo Kōnos manga, ett annorlunda familjedrama med handlingen förlagd till andra världskrigets Kure. Mangan gick 2007–09 som följetong i serietidningen Shūkan Manga Action, och 2011 kom även en TV-film baserad på mangan.
Filmen, som hade japansk biopremiär hösten 2016, delfinansierades genom en kampanj med gräsrotsfinansiering. Kampanjen lanserades i Japan 9 mars 2015, med målet att nå sammanlagt 20 miljoner yen. Efter åtta dagar hade målet nåtts, efter bidrag från 1 736 gräsrotsfinansiärer. När kampanjen avslutades den 20 maj hade sammanlaget 3 374 bidrag om sammanlagt 36 miljoner yen kommit in. I augusti 2015 offentliggjordes den första trailern för filmen, som av branschtidningen Kinema Junpo utsågs till 2016 års bästa japanska film (alla kategorier). Filmen har därefter visats på ett antal internationella filmfestivaler, inklusive på Göteborgs filmfestival, i en engelsktextad version och under titeln In This Corner of the World. Under 2018 har även en svensktextad variant av filmen visats under samma titel.

### Övrigt
Sunao Katabuchi har även arbetat med produktion av datorspel.

## Utmärkelser
1998 deltog Katabuchis kortfilm Kono hoshi no ue-ni (engelska: Upon This Planet) som tävlingsbidrag – alternativt gavs specialvisning – på minst fem internationella filmfestivaler, inklusive de i Zagreb, Sitges och Annecy. Hans Princess Arete fick pris på 2002 års Tokyo International Anime Fair. 2009 års Maimai Shinko to sen-nen no mahō fick å sin sida pris på festivaler i Montréal och Bryssel samt nominerades till "Asia Pacific Screen Award".

## Filmografi (urval)
1980-talet
- 1981-82 – Jarinko Chie (TV-serie) – bildmanus, avsnittsregi
- 1984 – Sherlock Hund (TV-serie) – manus (# 3,4,9,10)
- 1984 – Mighty Orbots (TV-serie) – avsnittsregi
- 1985-1986 – Onegai! Samia don (TV-serie) – bildmanus, avsnittsregi
- 1986 – Ai shōjo Pollyanna monogatari (TV-serie) – bildmanus (#  29,33)
- 1989 – Kikis expressbud (film) – regiassistans

1990-talet
- 1990-91 – Notari Matsutarō (OVA) – bildmanus
- 1991 – Watashi no ashinaga ojisan (TV-serie) – bildmanus
- 1991 – Trapp ikka monogatari (TV-serie) – bildmanus
- 1991-92 – Moero! Top Striker (TV-serie) – bildmanus (#  29,35)
- 1993 – Wakakusa monogatari nan to Jō sensei (TV-serie) – bildmanus (#  5,8,12,15,18,20,22,26,29,31,34,36)
- 1993 – Crayon Shin-chan (TV-serie) – bildmanus
- 1994 – Nanatsu no Umi no Tiko (TV-serie) – bildmanus (#  2,14,15,21,27,32,33,36)
- 1995 – Memories (film) – Layout (segmentet "Cannon Folder")
- 1995 – Chibi Maruko-chan (TV-serie) – bildmanus, avsnittregi
- 1995-98 – Azuki-chan (TV-serie) – bildmanus (17,27,33,35,72,81,85,92,101,103,106,108,112), avsnittsregi (#  17,27,35,72,81,85,92,101,106,112)
- 1996 – Meiken Lassie (TV-serie) – regi, bildmanus (#  1,2,3,4,7,8,9,13,21,24,26), avsnittsregi (# 1–10,12,25,26)
- 1996-97 – Kaiketsu Zorro (TV-serie) – bildmanus, avsnittsregi
- 1997-98 – Darkstalkers (Vampire) (OVA) – bildmanus (#  3,4)
- 1998 – Kono hoshi no ue-ni (kortfilm) – regi
- 1998-99 – Cardcaptor Sakura (TV-serie) – bildmanus (#  3,8,15), avsnittsregi (#  3,8)

2000-talet
- 2001 – Arīte hime (Princess Arete, film) – regi, manus
- 2001 – Ace Combat: Distant Thunder (TV-spel) – regi, manus (endast den animerade delen)
- 2001 – Chikyū shōjo Arjuna (TV-serie) – bildmanus (# 6)
- 2002 – Abenobashi mahō shotengai (TV-serie) – bildmanus (#  6)
- 2002 – Chobits (TV-serie) – bildmanus (#  8)
- 2003-04 – Gunslinger Girl (TV-serie) – bildmanus (#  5,6)
- 2004 – Gokusen (TV-serie) – bildmanus (#  7,10,12)
- 2004 – Ace Combat: Squadron Leader (TV-spel) – manus
- 2004 – Monster (TV-serie) – bildmanus (#  9,11,12,20)
- 2004 – Tenjō tenge (TV-serie) – bildmanus (#  7,13,20)
- 2004 – Kaiketsu Zorori (TV-serie) – bildmanus (# 10,23,35,44,50)
- 2004-05 – Mahō shōjo tai Arusu (TV-serie) – bildmanus (#  12)
- 2006 – Black Lagoon (TV-serie) – regi, manus, bildmanus (avs. 3,4,5,7,13 à 19,21,23,24), avsnittsregi (# 3,23,24)
- 2007 – Magical Girl Squad Arusu – The Adventure (OVA) – bildmanus (# 1,4,6)
- 2009 – Maimai Shinko to sen-nen no mahō – regi, manus

2010-talet
- 2010 – Black Lagoon – Roberta's Blood Trail (OVA) – regi, manus, bildmanus (# 1,3,4,5), avsnittsregi (# 5)
- 2016 – In This Corner of the World (original: Kono sekai no katsumi ni) – regi, manus (efter Fumiyo Kōnos manga)

Källor: 